# Ammotheidae
Ammotheidae är en familj av havsspindlar. Enligt Catalogue of Life ingår Ammotheidae i klassen havsspindlar, fylumet leddjur och riket djur, men enligt Dyntaxa är tillhörigheten istället ordningen Pantopoda, klassen havsspindlar, fylumet leddjur och riket djur. Enligt Catalogue of Life omfattar familjen Ammotheidae 378 arter. 

## Dottertaxa till Ammotheidae, i alfabetisk ordning[1][2]
- Achelia
- Acheliana
- Ammothea
- Ammothella
- Anisopus
- Ascorhynchus
- Austroraptus
- Bathyzetes
- Biammothea
- Boehmia
- Calypsopycnon
- Chonothea
- Cilunculus
- Dromedopycnon
- Elassorhis
- Ephyrogymna
- Eurycyde
- Hedgpethius
- Hemichela
- Heterofragilia
- Megarhetus
- Nymphonella
- Nymphopsis
- Oorhynchus
- Paranymphon
- Phoxichilidium
- Proboehmia
- Prototrygaeus
- Pycnofragilia
- Scipiolus
- Sericosura
- Tanystylum
- Trygaeus